# 24-Stunden-Rennen auf dem Nürburgring 1991

Streckenführung für das 24-Stunden-Rennen ab 1984

Das 19. 24-Stunden-Rennen auf dem Nürburgring fand vom 15. auf den 16. Juni 1991 auf dem Nürburgring statt.

## Rennergebnis
1991 gewann ein BMW zum zehnten Mal insgesamt und zum dritten Mal in Folge mit dem BMW M3 das 24-Stunden-Rennen auf dem Nürburgring. Das BMW M Team Schnitzer mit Joachim Winkelhock, Kris Nissen und Armin Hahne gewann das Rennen vor den Porsches von Goebel Sport Duisburg mit Jürgen von Gartzen, Olaf Manthey, Harald Grohs und Axel Goebel am Steuer und von Team Löhr und Becker Porsche Koblenz mit Jürgen Alzen, Uwe Alzen, „hpl liemans“ und Thomas Lischke. Die Fahrzeuge in den Top 10 der Gesamtwertung waren ausschließlich Porsche 911 und BMW M3.
Die Sieger fuhren insgesamt 138 Runden und legten dabei eine Strecke von 3499,54 km zurück. Von den 180 gestarteten Fahrzeugen wurden 115 gewertet.

## Rennverlauf
Für das 24-Stunden-Rennen 1991 galt wieder einer der Ford Sierra RS Cosworth als Favorit für den Gesamtsieg. Mit dem Fahrzeug mit der Startnummer 1 überschlug sich Bernd Schneider jedoch schon in der ersten Trainingsrunde im Bereich Ex-Mühle. Das Team Ford Wolf Racing mit Schneider, Manuel Reuter, Michael Bartels und François Delecour durfte mit einer Sondergenehmigung der Rennleitung von der letzten Startreihe aus ins Rennen gehen, schied jedoch mit dem beschädigten Fahrzeug nach 28 gewerteten Runden aus. Auch das Fahrzeug mit der Startnummer 2, ebenfalls ein Sierra RS Cosworth von Ford Ringshausen Motorsport mit Schneider, Delecour, Stefan Schlesack und Jochi Kleint, kam über eine Renndistanz von 68 Runden nicht hinaus.

## Streckenführung
Seit dem Umbau der Strecke im Jahr 1983 wurde das 24-Stunden-Rennen am Nürburgring auf einer Kombination aus Nordschleife und Grand-Prix-Strecke ausgetragen.